# Better Off (Alone, Pt. III)
«Better Off (Alone, Pt. III)» es una canción del DJ británico-noruego Alan Walker, el colectivo de música electrónica holandés Dash Berlin y el youtubero y músico británico Vikkstar, lanzada por MER el 28 de septiembre de 2023. La canción es el sencillo debut de Barn y es parte de una serie de canciones de Walker que incluye su sencillo de 2016 «Alone» y su colaboración de 2019 «Alone, Pt. II» con Ava Max.  La canción samplea extensivamente el sencillo de 1999 «Better Off Alone» escrito por los miembros fundadores de Dash Berlin, Eelke Kalberg y Sebastiaan Molijn, como parte del proyecto de eurodance Alice DeeJay.

## Antecedentes
Walker y Barn se conocieron unos cinco años antes del lanzamiento de la canción. Walker afirmó que trabajar con Dash Berlin y Barn había sido un «torbellino de creatividad» y que habían «reimaginado una querida joya de los 90, infundiéndole un toque contemporáneo que seguramente resonará entre los fanáticos antiguos y nuevos». Añadió que la colaboración «encarna la magia de la música: una fusión de nostalgia e innovación». Barn declaró que había sido un honor que su sencillo debut fuera una colaboración con Walker y Dash Berlin, a quienes describió como de «reputación legendaria». Ryan Fieret, miembro de Dash Berlin, quien ha sido el líder del grupo desde 2022, dijo que estaba «orgulloso de ser parte de este equipo trascendental» al celebrar los 25 años desde el lanzamiento de «Better Off Alone».

## Recepción de la crítica
Chad Downs, de Cultr, aseveró que «las icónicas voces combinan a la perfección con las melodías progresivas y las líneas de bajo profundas de hoy». Malvika Padin, de Earmilk, escribió que la canción tenía una «vibra edificante» y que la serie Alone de Walker era una «trilogía expresiva construida sobre notas de positividad, unidad y aliento tanto dentro como fuera de la pista de baile». Niko Sani, de EDM.com, manifestó que Alan Walker, con la «ayuda de Dash Berlin y Vikkstar, ha creado una pista rebosada de una nostalgia embriagadora, cortesía de su fascinante ritmo eurodance». Jacca, de RouteNote, dijo: «El tema de compañerismo y apoyo recorre la base de cada sencillo, y en ningún lugar es más evidente que en esta canción. “I think you better come along [Creo que será mejor que vengas]” abraza al oyente y lo lleva por el viaje que han emprendido Alan Walker, Vikkstar y Dash Berlin».